# Faro della Diga Curvilinea
Il faro della Diga Curvilinea è un faro marittimo situato a Livorno, all'estremità meridionale della diga che fronteggia l'imboccatura sud del porto labronico. È caratterizzato da un fanale a luce rotante, alimentato mediante pannelli fotovoltaici e posto alla sommità di una torre ottagonale alta circa venti metri.
La lampada principale emette un lampo ogni 3 secondi, con una portata di 16 miglia nautiche, mentre la portata della lampada di riserva è di 6 miglia nautiche.

## Storia
La sua costruzione è legata alla realizzazione della Diga Curvilinea (il cosiddetto Molo Novo) decretata dal granduca Leopoldo II nel 1852. La progettazione dell'opera, lunga oltre un chilometro, si deve all'ingegner Vittorio Poirel; i lavori furono avviati nel 1853 e ultimati dopo il 1859.
A completamento della diga, alle due estremità, furono innalzati due torrini ottagonali (1857), con fanali; quello a sud, ancora oggi funzionante, e quello a nord, non più attivo, ma sostituito da un palo metallico a fasce verdi e rosse.